# Венские девушки
«Венские девушки» (нем. Wiener Mädeln) — исторический музыкальный фильм режиссёра Вилли Форста, снятый в 1945 году. В главной роли композитора Карла Цирера снялся сам Форст. Фильм создан на студии  Wien-Film,  открытой в столице Австрии после Аншлюса 1938 года. «Венские девушки» стал третью частью «венской трилогии» Форста, в которую также вошли киноленты «Оперетта» (1940) и «Венская кровь» (1942). Фильм был закончен в 1945 году, в последние дни Второй мировой войны в Европе. Это привело к серьезной задержке с выпуском, который в итоге состоялся в 1949 году в двух версиях: берлинской, выпущенной компанией Sovexport GmbH, и венской, выпущенной самим Форстом.

## Синопсис
Композитор Карл Михаэль Цирер создал за свою жизнь двадцать две оперетты, однако так и не смог превзойти более успешную семью Штраусов.

## В ролях
- Вилли Форст — Карл Михаэль Цирер
- Антон Эдтхофер — Хофрат Мунк
- Юдит Хольцмайстер — Клара, его дочь
- Дора Комар — Митци
- Вера Шмид — Лизель
- Фильда Фёда — Гретель, её дочь
- Ханс Мозер — Энгельберт
- Эдмунд Шельхаммер — Иоганн Штраус
- Фридель Херлин — фрау Штраус
- Леопольд Хайниш — Карл Хаслингер
- Лиззи Хольцшу — фрау Хаслингер
- Ханси Сторк — княгиня Паулины Меттерних
- Курд Юргенс — граф Лехенберг
- Фердинанд Майерхофер — Цирер в старости
- Фред Ливер — Джон Кросс
- Альфред Нойгебауер — директор экспозиции
- Андре Маттони — его секретарь
- Хедвиг Бляйбтрой — Лизи
- Макс Гюльшторф — директор театра
- Хильда Конечны — певица
- Питер Норман — певец
- Виктор Янсон